# Ideal de delgadez
El ideal de delgadez es el concepto del cuerpo femenino idealmente delgado. La percepción común de este ideal es una mujer que posee un físico femenino delgado con una cintura pequeña y poca grasa corporal. El tamaño que debería tener la mujer delgada ideal está disminuyendo mientras que la tasa de obesidad femenina está aumentando simultáneamente, lo que hace que este cuerpo icónico sea difícil de mantener para las mujeres. Esto crea una brecha entre la apariencia real del cuerpo de una mujer promedio y su apariencia esperada, lo que, dependiendo del grado en que la mujer internalice la necesidad de vivir de acuerdo con este ideal para su bienestar y paz mental, puede tener graves efectos psicológicos.

## Internalización
El grado en que las mujeres se ven afectadas psicológicamente por el ideal de delgadez depende del grado en que dicho ideal se internaliza. Un artículo de una revista escrito por Ahern, et al. destaca estos ideales. Las mujeres generalmente relacionan el cuerpo idealmente delgado con resultados positivos en la vida, como felicidad, confianza y éxito romántico, y en consecuencia, la mayoría de las mujeres valoran el ideal de delgadez hasta cierto punto.
Sin embargo, es importante reconocer la distinción entre las mujeres que son conscientes de las ventajas de la delgadez versus aquellas que internalizan el ideal y lo convierten en un sistema de creencias personal. Aunque la idea del ideal de delgadez parece omnipresente, no todas las mujeres se identifican con él de la misma manera y no todas se ven afectadas negativamente por él. Por ejemplo, después de ver una imagen de una mujer delgada en los medios, algunas mujeres pueden fantasear con ser más delgadas y más atractivas. Para algunos, esta exposición al ideal de delgadez puede hacer que la delgadez parezca más alcanzable y actuar como un factor de motivación para la superación personal.

## Estudios
Se han realizado muchos estudios sobre el efecto del ideal de delgadez. Algunos de ellos indican que después de que a las mujeres se les muestran imágenes de modelos ultradelgadas, experimentan características psicológicas y conductuales asociadas con los trastornos alimentarios, como aumento de la ira, estado de ánimo deprimido, insatisfacción corporal y baja autoestima. Las imágenes tuvieron un efecto negativo inmediato en el estado de ánimo de las mujeres participantes. En un estudio realizado por Halliwell y Dittmar (2004), de 202 mujeres del Reino Unido, encontraron que aquellas expuestas a modelos delgadas crearon una mayor ansiedad por la imagen corporal en las mujeres que internalizaron el ideal de delgadez en comparación con aquellas que estuvieron expuestas a modelos de tamaño promedio. Otro estudio demostró que las asociaciones positivas que las mujeres hacían con modelos con peso bajo frecuentemente conducían a una ansiedad centrada en el peso y a un mayor deseo de delgadez, ambos síntomas principales de los trastornos alimentarios. Varios estudios longitudinales han sugerido que la internalización del ideal de delgadez es un precursor de la insatisfacción con la imagen corporal y de las dietas innecesarias en mujeres con un peso saludable. Como afirmó Evans en Psychology of Women Quarterly, «las mujeres a menudo se sienten insatisfechas con su apariencia después de compararse con otras mujeres que personifican el estándar de belleza ideal de delgadez».

### Desarrollo
Un estudio realizado por Mia Sypeck, del Departamento de Psicología de la Universidad Americana, examinó las portadas de las cuatro revistas de moda más populares de los últimos cincuenta años. Se descubrieron varias tendencias. En primer lugar, el tamaño corporal de las modelos ha disminuido, lo que indica que el ideal de delgadez se ha ido reduciendo en tamaño. En segundo lugar, hubo un aumento sustancial de imágenes que muestran el cuerpo femenino, lo que sugiere que la sociedad ha estado dando más valor a la forma en que aparecen los cuerpos de las mujeres.

## Medios de comunicación
Muchos teóricos creen que las imágenes de personas ultradelgadas en los medios de comunicación juegan un papel importante en la influencia de la insatisfacción corporal, los trastornos alimentarios y la internalización del ideal de delgadez. Un estudio correlacional de Stice et al. (2004) sugiere que un mayor número de exposiciones a los medios de comunicación puede estar vinculado a un mayor riesgo de insatisfacción corporal, internalización del ideal de delgadez y desarrollo de síntomas de trastornos alimentarios. Sin embargo, pocos de los participantes del estudio desarrollaron realmente trastornos alimentarios clínicos y, como el estudio era correlacional, las causas y efectos mencionados podrían no estar directamente relacionados. Por ejemplo, muchas mujeres disfrutan mirando revistas de moda para entretenerse y no experimentan efectos negativos inmediatos. Por consiguiente, la teoría de que los medios de comunicación influyen directamente en la baja autoestima y la insatisfacción con la imagen corporal puede ser demasiado simple.

### Influencias sociales
Los contenidos de los «medios de comunicación del ideal de delgadez» incluyen la representación de la delgadez como un rasgo deseable, y los protagonistas de los medios son delgados, excepcionalmente bellos, deseables y exitosos. Según el modelo sociocultural de la bulimia, los trastornos alimentarios son un producto de las crecientes presiones sobre las mujeres en nuestra sociedad para lograr un cuerpo ultradelgado. La teoría de la comparación social tiene dos componentes: la comparación social descendente, la comparación con otros que percibimos como menos afortunados que nosotros, y que generalmente sirve para mejorar el estado de ánimo o la autoestima; la comparación social ascendente, la comparación con otros que percibimos como socialmente mejores que nosotros, que generalmente conduce a estados de ánimo negativos y a una autoevaluación negativa. Con el objetivo de intentar medir la internalización y comparación de los ideales mediáticos de las mujeres, los investigadores desarrollaron el Cuestionario de Actitudes Socioculturales Hacia la Apariencia. Las mujeres con un alto grado de internalización tienen más probabilidades de utilizar imágenes mediáticas de delgadez ideal como un objetivo de comparación ascendente y, en consecuencia, sienten que no cumplen con el estándar de atractivo de delgadez ideal. En los medios de comunicación se presenta a las mujeres desempeñando diferentes roles en la sociedad dependiendo del contexto y la demografía. La televisión, las revistas y los periódicos, junto con la publicidad, desempeñan un papel poderoso e influyente en la sociedad, y las mujeres en los medios de comunicación suelen ser modelos a seguir para las chicas jóvenes e impresionables. Los medios de comunicación afectan los valores sociales dominantes y pueden influir en la población. «De las muchas variables que se cree que favorecen la patología alimentaria, los factores socioculturales se consideran primordiales».
Las imágenes idealizadas del cuerpo femenino transmitidas por los medios de comunicación están vinculadas a la insatisfacción corporal entre las mujeres. Los efectos de estas imágenes también se han relacionado con otros problemas entre las mujeres, como la depresión, la obesidad y las dietas extremas. «El modelo etiológico sociocultural se basa en la premisa de que los factores sociales envían mensajes poderosos a las niñas y mujeres jóvenes de que ciertos atributos físicos son inaceptables». A las mujeres se les presentan imágenes de ideal de delgadez de manera regular y se las condiciona a compararse con estas imágenes; las investigaciones muestran que las mujeres con una alta discrepancia en su imagen corporal tienen mayor riesgo de correlaciones negativas por la exposición a medios de comunicación que muestran el ideal de delgadez. «Las autodiscrepancias son representaciones en el autoconcepto de las formas en las que uno no alcanza algún estándar importante». Las mujeres que poseen una autodiscrepancia en la imagen corporal asocian el fracaso en alcanzar un ideal de delgadez con su autoconcepto. Las investigaciones muestran que sólo las mujeres que no estaban satisfechas con su apariencia física tenían preocupaciones con respecto a la comparación social con el ideal de delgadez.

### Impacto en las mujeres
Estudios correlacionales han vinculado la exposición a medios que contienen ideales de ultradelgadez con una mayor insatisfacción corporal, internalización del ideal de delgadez, autodiscrepancias y patología alimentaria en mujeres jóvenes. La teoría sociocultural sostiene que los estándares sociales actuales de belleza enfatizan la deseabilidad de la delgadez, y una delgadez a un nivel que para muchas mujeres es imposible de alcanzar por medios saludables. La manipulación fotográfica que alarga las piernas y estrecha las caderas de modelos ya delgadas tiene efectos nocivos en las mujeres jóvenes porque se comparan con esas imágenes. Las imágenes idealizadas también sugieren que las mujeres reales no están a la altura de tales presentaciones de belleza y que no pueden razonablemente obtener tales expectativas físicas. El ideal de mujer delgada que presentan los medios de comunicación es aproximadamente un 15% inferior al peso corporal femenino promedio. «Este ideal enfatiza la delgadez, la juventud y la androginia, en lugar del cuerpo femenino normativo. La mujer delgada ideal que retratan los medios es biogenéticamente difícil, si no imposible, de alcanzar para la mayoría de las mujeres».
Los estudios muestran que el grado de internalización del ideal de delgadez está correlacionado con la gravedad de la patología del trastorno alimentario. «La evidencia también ha demostrado que la aceptación del ideal de delgadez se correlaciona tanto con los síntomas bulímicos como con el posterior diagnóstico de bulimia». Stice y Shaw sugirieron en un estudio realizado en 1994 que las imágenes corporales del ideal de delgadez en los medios de comunicación pueden producir estados de ánimo negativos en las mujeres. La exposición prolongada al ideal de delgadez puede hacer que las mujeres se comparen con estas imágenes y generen sentimientos de incompetencia. Stice y Shaw sugirieron que las mujeres que internalizan excesivamente la imagen ideal de delgadez tienden a experimentar una mayor insatisfacción corporal y una disminución de la autoestima. A medida que las mujeres internalizan excesivamente sus cambios, pueden establecerse metas poco realistas con respecto a las dimensiones de su cuerpo. «Quienes han internalizado excesivamente el estereotipo del ideal de delgadez están convencidos de que lograr un cuerpo delgado ideal es la única manera de ser popular, adorable, exitoso y feliz».
Cuando se trata del impacto en la autoestima de las mujeres, la exposición a modelos delgadas no significa necesariamente que habrá un impacto negativo. La forma en que se presentan los modelos hace la diferencia. Un estudio ha demostrado que existe un impacto positivo en la autoestima de las mujeres cuando se les muestran modelos moderadamente delgadas, no extremadamente delgadas. Un estudio ha demostrado que la exposición a modelos extremadamente delgadas y extremadamente pesadas tiene un efecto negativo en la forma en que algunas mujeres del estudio ven sus propios cuerpos. En el caso de los modelos que son moderadamente delgados o moderadamente pesados, no parece haber un impacto negativo sino positivo en la autoimagen. (Smeesters y Mandel 581). Si los medios de comunicación empezaran a hacer esto más cuando se trata de modelos, podría producirse un aumento de la autoestima.

### Mujeres en revistas
Las revistas femeninas se centran principalmente en aspectos «domésticos» de la vida, incluyendo el matrimonio, la crianza de los hijos, la belleza, etc. Más del 75% de las revistas femeninas incluyen al menos un anuncio o artículo sobre cómo cambiar su apariencia física mediante dieta, ejercicio o cirugía estética. El veinticinco por ciento de las revistas contenían mensajes sobre pérdida de peso y sugerencias dietéticas. Muchas revistas femeninas se centran en cómo llevar una vida mejor mejorando la apariencia física, mientras que las revistas masculinas ofrecen información sobre pasatiempos, actividades y entretenimiento. Cuando las mujeres están constantemente expuestas a formas de alterar su apariencia, pueden internalizar excesivamente y sentir presión para parecerse a las imágenes que ven.
Los análisis de imágenes de revistas femeninas observadas entre 1901 y 1980 y entre 1959 y 1999 muestran que las modelos que aparecen en ellas se han vuelto más delgadas con el tiempo, lo que hace que el ideal de delgadez sea aún más difícil de alcanzar.

### Mujeres en la televisión
Según los investigadores, el 94% de las mujeres que aparecen en televisión son más delgadas que la mujer promedio (168,5 libras (76,4 kg)) en los Estados Unidos. Hoy en día es normal en la sociedad que las mujeres trabajen y generen un ingreso, pero todavía es común que en la televisión las mujeres sean retratadas en roles femeninos tradicionales. Según el estudio realizado por Donald M. Davis, «Mientras que muchas instituciones de la sociedad han avanzado con respecto a las mujeres, la televisión puede estar rezagada, al menos como lo evidencian las variables demográficas».

## Modelaje
Las principales industrias de la moda y el modelaje a menudo adoptan la apariencia ultradelgada. La mayoría de modelos de élite tienen un peso inferior al normal en aproximadamente un 20%, lo que supera el indicador de anorexia nerviosa del 15%. A menudo se culpa a las modelos de moda y a las agencias de modelos por las presiones sociales que provocan que las mujeres jóvenes desarrollen trastornos alimentarios. Otros argumentan que no se puede culpar a las agencias de modelos y a la moda por los trastornos alimentarios de los adolescentes fácilmente influenciables. Sin embargo, después de varios incidentes en los que modelos murieron por anorexia nerviosa, como el caso de Ana Carolina Reston, varios eventos importantes de modelaje de moda han adoptado nuevas políticas para fomentar pesos corporales saludables. Por ejemplo, los responsables de la Semana de la Moda de Madrid prohibieron la presencia de modelos con un índice de masa corporal inferior a dieciocho. Se han adoptado directrices comparables en eventos similares en otros países, como Brasil y Argentina.